# Басанець Анжела Володимирівна
Басанець Анжела Володимирівна (нар. 21 вересня 1968, Кролевець, СРСР) — лікар-гігієніст, член-кореспондент АМН України, доктор медичних наук, професор.

## Наукова діяльність
У 1991 році закінчила Київський медичний інститут і була прийнята на роботу в Інститут медицини праці імені Ю. І. Кундієва НАМН України.
У 1997 році захистила дисертаційну роботу на здобуття наукового ступеня кандидата медичних наук за спеціальністю "Гігієна та професійна патологія".
У 2007 році, успішно захистивши дисертаційну роботу на тему "Сучасні підходи до діагностики та профілактика пневмоконіозу у працюючих вугільних шахт як пріоритетна проблема професійної патології", здобула науковий ступінь доктора медичних наук. У 2010 році присвоєно вчене звання професора.
З 2001 року Басанець Анжела Володимирівна - зав. відділом професійної патології Інституту медицини праці імені Ю. І. Кундієва НАМН України. З 2006 року - лікар вищої категорії за спеціальністю «Професійна патологія».
У 2017 році обрана член-кореспондентом НАМН України за спеціальністю «Екологічно та виробничо обумовлені захворювання"
Основні напрями наукової діяльності: вивчення патогенезу, діагностики та лікування професійних захворювань бронхолегеневої системи. Започаткувала новий напрям розвитку професійної патології в Україні: визначення генетичної схильності до професійних та виробничо-обумовлених захворювань (пневмоконіозу, азбестозу, ХОЗЛ, захворювань системи кровообігу) у працюючих в умовах впливу небезпечних чинників виробництва, що відкрило нові шляхи до первинної профілактики зазначеної патології. Створила єдину в Україні лабораторію молекулярно-генетичних досліджень у професійній патології та банк периферичної крові хворих на професійні захворювання.
Під керівництвом Басанець А.В. в Україні впроваджені міжнародні підходи до візуалізаційної діагностики пневмоконіозу, визначені та класифіковані рентгенологічні ознаки пневмоконіозу від впливу вугільного пилу. Вперше було розроблено та впроваджено в практику систему діагностичних критеріїв комп’ютерної томографії високої роздільної здатності при професійних інтерстиціальних захворюваннях бронхолегеневої системи.
В наукових дослідженнях під керівництвом Басанець А.В. було визначено механізм формування дихальної недостатності при пневмоконіозі вугільників, азбестозі, що дозволило обґрунтувати доцільність та впровадити в практику визначення статичних легеневих об’ємів та дифузійної здатності альвеоло-капілярної мембрани для діагностики ранніх ознак функціональних порушень у пацієнтів. Результати наукових досліджень увійшли у Глобальний план дій ВООЗ на 2000-2017 рр. у розділі «Елімінація пневмоконіозу»
Член атестаційної комісії МОЗ та Проблемної комісії МОЗ та НАМН України “Гігієна праці та профзахворювання”, член Спеціалізованих вчених рад: Д 26.554.01 при ДУ “Інститут медицини праці НАМН України”, та Д 26.552.01 при ДУ “Національний інститут фтизіатрії і пульмонології ім. Ф.Г. Яновського НАМН України”, голова Центральної лікарсько-експертної комісії з визнання зв’язку захворювань з умовами праці.
Автор 163 наукових праць, в тому числі 3 монографій, 4 авторських свідоцтв. Підготувала 5 кандидатів медичних наук.

## Основні наукові праці
- «Bronchopulmonary pathology in workers exposed to organic fodder dust» (2000).
- «Особенности функциональных нарушений бронхолегочной системы у рабочих угольной промышленности» (2005).
- «Генетические исследования в области профессиональной патологии» (2005).
- «Results from a Ukrainian-US Collaborative Study: Prevalence and Predictors of Respiratory Symptoms Among Ukrainian Coal Miners» (2012).
- «Пневмоконіоз: епідеміологія, рання діагностика, профілактика» (2012).